# Emmanuel Renault
Emmanuel Renault OCD (* 15. März 1922 in Pointe-à-Pitre auf Guadeloupe; † 1. April 2010 in Lisieux) war ein französischer römisch-katholischer Ordensgeistlicher.

## Leben
Emmanuel Renault war im Zweiten Weltkrieg Gebirgsjäger in der französischen Armee. Nach dem Westfeldzug der deutschen Wehrmacht und der Kapitulation Frankreichs im Sommer 1940 engagierte sich Renault für de Gaulles’ Widerstandsbewegung „Freies Frankreich“ (Forces françaises libres). Bei einem Fluchtversuch geriet er für kurze Zeit in Gefangenschaft der spanischen Frankisten, konnte aber als angeblicher Leichnam eines marokkanischen Scharfschützen flüchten. Er war Teilnehmer der Operation Dragoon bei der Landung in der Provence am 15. August 1944, später auch im Elsass.
Nach Kriegsende wurde er in die französische Militärschule Saint-Cyr aufgenommen, trat aber der Ordensgemeinschaft der Unbeschuhten Karmelitinnen in Issy-les-Moulineaux, südwestlich von Paris, bei und besuchte das dortige Seminar Saint Sulpice. Am 15. Oktober 1950 legte er in Bordigné dans la Sarthe Profess ab und studierte an der päpstlichen Fakultät Teresianum in Rom weiter. Er war von 1979 bis 1991 Generaldefinitor und von 1985 bis 1991 Vikar des Ordens unter dem Generalat von Felipe Sainz de Baranda OCD.
Renault engagierte sich insbesondere für die Neuordnung der Ordenskonstitutionen. Er war 25 Jahre lang Ratsmitglied für die Föderationen der Unbeschuhten Karmelitinnen. Renault galt als Experte für Leben und Werk von Teresa von Ávila und Therese von Lisieux und publizierte dazu wie auch über die Karmelspiritualität zahlreiche Werke.

## Schriften
- Die Karmelitinnen. (Das beschauliche Lebensideal der unbeschuhten Karmelitinnen). Karmel St. Josef, Wien 1984.
- Therese von Lisieux, Karmelitin. Die Regel, die Freiheit und die Liebe. Paque, Ramstein 2004, ISBN 3-9807872-6-5.
- Die Glaubensprüfung. Der Kampf der Therese von Lisieux. April 1896 bis 30. September 1897. Paulinus-Verlag, Trier 2008, ISBN 978-3-7902-0186-4.
- Was Therese von Lisieux Johannes vom Kreuz verdankt. Echter, Würzburg 2009, ISBN 978-3-429-03029-2.
- L'influence de sainte Thérèse d'Avila sur Thérèse de Lisieux. Editions du Carmel Toulouse 2009, ISBN 978-2-84713-123-9.